# Panic Days in Wall Street
Panic Days in Wall Street è un cortometraggio muto del 1913. Non si conosce il nome del regista. Il film era interpretato da Tom Moore e Naomi Childers.

## Produzione
Il film fu prodotto dalla Kalem Company.

## Distribuzione
Distribuito in sala dalla General Film Company il 19 febbraio 1913,